# Rogožarski IK-3
 Rogožarski IK-3 byl jugoslávský jednomístný jednomotorový jednoplošný stíhací letoun z období druhé světové války, nasazený při napadení Jugoslávie německým letectvem.

## Vznik
Za konstrukcí letounu IK-3 stáli konstruktéři Ljubomir Ilič a Kosta Sivčev, kteří se již dříve podíleli na stavbě stíhacího hornoplošníku Ikarus IK-2. K nim se později přidal ještě Slobodan Zrnič. V létě 1936 byl nabídnut vojenskému letectvu, které v březnu 1937 zadalo stavbu prototypu firmě Rogožarski.
Prototyp byl dokončen na jaře 1938 a první let byl proveden v květnu kapitánem Milanem Bjelanovičovem. Stroj byl velice obratný s velmi citlivým řízením, které však nevyhovovalo každému pilotovi. V lednu 1939 při zkušebním letu s prototypem havaroval kapitán Pokorni, kdy se stroj stal neovladatelným a při střemhlavém letu se rozlomil nosník křídla. Pilot při nehodě zahynul. Následovalo vyšetřování nehody, které však neodhalilo žádnou vadu v konstrukci. Při lámací zkoušce bylo prokázáno, že křídlo vydrží přetížení až 14G.

## Popis konstrukce
Konstrukce letounu byla smíšená, trup byl vyroben z ocelových trubek bez svařování, v přední části s plechovým potahem. Zbytek trupu byl potažen plátnem. Křídlo bylo dřevěné potažené překližkou.
Prototyp byl poháněn francouzským motorem Hispano-Suiza 12Y29 o výkonu 720 kW (980 k). Výzbroj tvořil jeden kanón Hispano-Suiza HS.404 ráže 20 mm umístěný mezi válci motoru a dva synchronizované kulomety Browning - FN ráže 7,92 mm s 500 náboji, umístěnými nad motorem.

## Vývoj

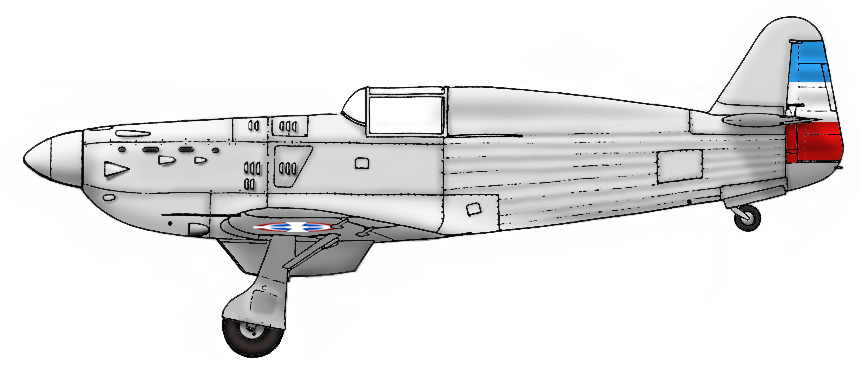
Rogožarski IK-3

Sériová výroba začala na jaře 1939 a letoun prošel několika změnami. Francouzský motor byl nahrazen licenčně vyráběnými motory Hispano-Suiza 12Ycrs z Avie o výkonu 632 kW (860 k), na které se montovaly kanóny Oerlikon MG FF ráže 20 mm s bubnovým zásobníkem pro 60 nábojů. Vrtule byly třílisté, buď Hamilton Standard nebo Ratier. První sériový stroj byl vybaven radiostanici Telefunken FuG VII, vice jich však z Německa nedorazilo.
Sériově bylo postaveno 12 strojů, které firma Rogožarski dodala v březnu a červenci 1940. Bylo objednáno dalších 48 kusů, ale ty nebyly do útoku německé armády dokončeny. Dále měly být stroje zkoušeny i s jinými motory. Uvažovalo se o motorech Daimler Benz DB 601A a Rolls-Royce Merlin II, který by ovšem vyžadoval změnu kanónu, protože nebyl uzpůsoben k jeho uchycení. V plánu byla i dvoumístná cvičná verze IK-3/2.

## Nasazení

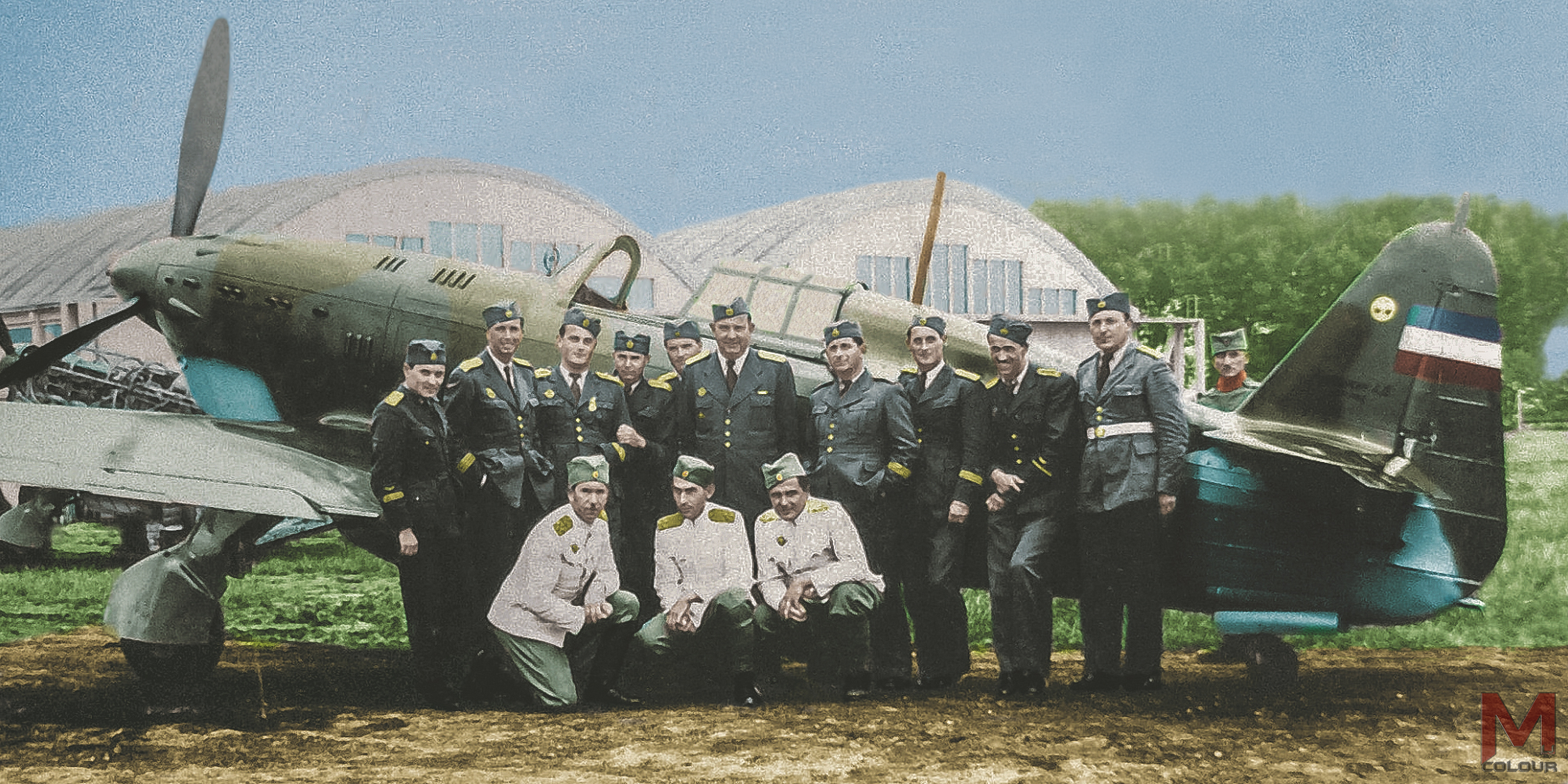
Piloti 6. leteckého pluku před IK-3

Stroje byly nasazeny v letkách č. 161 a 162 51. stíhací skupiny 6. leteckého pluku jugoslávského letectva na letišti v Zemuni, určených k obraně Bělehradu. Dne 6. dubna 1941, v den náletu na Bělehrad jímž započala invaze Osy, měly letky ve stavu každá po 3 operačních strojích IK-3. Do bojů však toho dne zasáhlo pouze 5 letounů, kvůli poruše na motoru jednoho z nich.
Při prvním letu sestřelili piloti Savo Poljanec, Dušan Borčič a Milislav Semiz každý jeden bombardér a Poljanec přidal ještě jeden Messerschmitt Bf 109. Na letiště se vrátily pouze dva stroje, ke kterým se po té připojil jeden opravený stroj. Při druhém vzletu se pilotům Todoru Gojičovi a Dušanu Vujčičovi podařil jeden společný sestřel. Dne 7. dubna vzlétly tři IK-3 pětkrát proti přesile Luftwaffe a sestřelily další tři nepřátelské bombardéry. 8. dubna pak piloti s letouny přeletěli na pomocné letiště Veliki Radinci asi 50 km od Bělehradu, odkud, v důsledku zhoršeného počasí, opět vzlétli 11. dubna. Semizovi se podařilo sestřelit jeden Messerschmitt Bf 110, piloti Gojič a Vujčič sestřelili každý jeden Junkers Ju 87. Celkem si piloti nárokovali 11 sestřelů. V noci na 12. dubna se však německá vojska dostala do blízkosti letiště a tak byly všechny letouny zničeny.
Pilot Savo Poljanec později uprchl se zajetí a dostal se na Slovensko, kde bojoval v řadách Kombinované letky ve Slovenském národním povstání.

## Specifikace

Rogožarski IK-3

Údaje dle

### Technické údaje
- Osádka: 1
- Rozpětí: 10,30 m
- Délka: 8,00 m
- Výška: 3,25 m
- Nosná plocha: 16,50 m²
- Hmotnost prázdného letounu: 2 068 kg
- Vzletová hmotnost: 2 630 kg
- Pohonná jednotka: 1 × dvanáctiválcový vidlicový motor Avia/Hispano-Suiza HS12Ycrs
- Výkon pohonné jednotky: 980 mechanických koňských sil (730 kW) (maximální)

### Výkony
- Maximální rychlost:
  - u země: 421 km/h
  - v 4500 m: 527 km/h
- Cestovní rychlost: 400 km/h
- Dostup: 9 400 m
- Výstup na výšku 5 000 m: 7 min.
- Dolet: 785 km

### Výzbroj
- 1 × kanón Oerlikon FF ráže 20 mm střílející hřídelí vrtule
- 2 × synchronizovaný kulomet Browning-FN ráže 7,92 mm